# Registration Admission Status
 (octobre 2012).
Si vous disposez d'ouvrages ou d'articles de référence ou si vous connaissez des sites web de qualité traitant du thème abordé ici, merci de compléter l'article en donnant les références utiles à sa vérifiabilité et en les liant à la section « Notes et références ».

RAS (Registration Admission Status) est un protocole utilisé dans les technologies VoIP entre un terminal téléphonique aux normes H.323 et un Gatekeeper (portier réseau). Il sert à échanger les informations d'enregistrement, d'admission et d'état du terminal. Il est aussi appelé protocole H.225. Ce protocole utilise le port UDP 1729 pour les communications unicast et le port UDP 1728 pour les communications multicast.

## Requêtes RAS
- GRQ (Gatekeeper Request) demande d'un Gatekeeper.
- RRQ (Registration Request) demande d'enregistrement à un Gatekeeper.
- ARQ (Admission Request) demande pour effectuer un appel.

Réponses RAS (X=A,R ou G)
- XRQ (Request)
- XRJ (Reject)
- XCF (Confirm)